# Alsópetény
Alsópetény je vas na Madžarskem, ki upravno spada pod podregijo Rétsági Županije Nógrád.